# Un dramma in Livonia

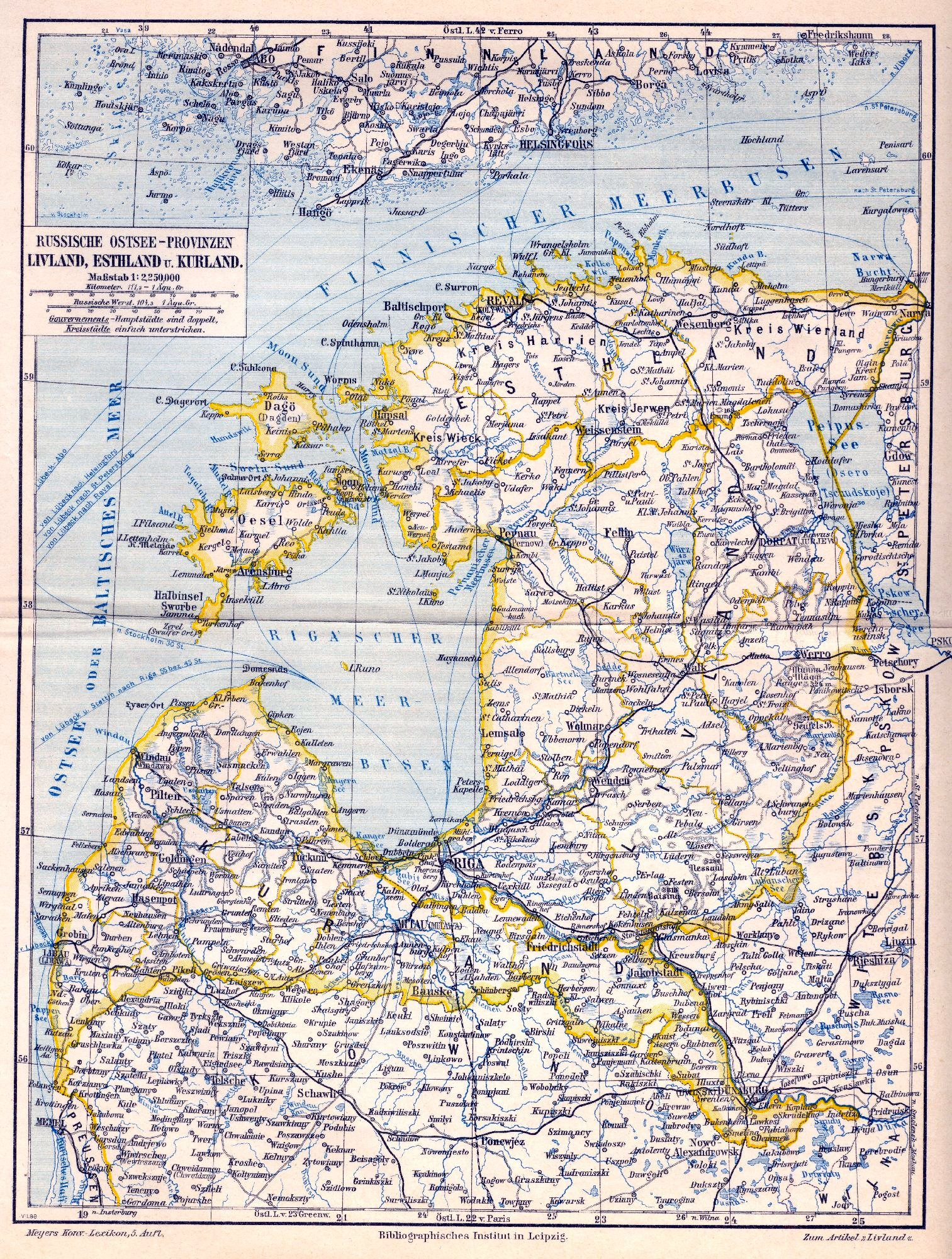
La regione, tra l'odierna Estonia e Lituania, in cui è ambientata la vicenda.

Un dramma in Livonia è uno degli ultimi romanzi di Jules Verne, scritto inizialmente nel 1893, rivisto nel 1903 con la collaborazione del figlio Michel Verne (sicuramente dettato dall'autore all'epoca quasi cieco per via del diabete) e pubblicato finalmente l'anno successivo.
In questo libro non viene raccontata un'avventura, né presenta qualche anticipazione scientifica, bensì narra un caso giudiziario, quasi un giallo. L'autore presenta le vicende dei protagonisti alla luce degli scontri etnici tra slavi poveri e tedeschi borghesi in Livonia.

## Trama
Il professor Nikolef è accusato dell'omicidio dell'impiegato di banca Ploch, mentre questi sta trasportando una grossa somma di denaro; il crimine avviene all'interno di un kobak, una locanda sperduta in mezzo alla foresta, in una stanza chiusa. Nikolef, rappresentante degli slavi che chiedono maggiore integrazione alla piccola ma potente minoranza tedesca che detiene il potere, risulta essere il primo sospettato e finisce ben presto con l'esser accusato dell'omicidio di Ploch sebbene sia innocente. Egli era l'unica persona presente durante il fatto, oltre all'albergatore tedesco Kroff.
La morte di Ploch viene sfruttata dalla minoranza tedesca per screditare Nikolef, indipendentemente dalla sua innocenza, e così colpire le aspirazioni di emancipazione degli slavi. Wladimir Yanof, avvocato e fidanzato di Ilka, figlia del professore, fugge dalle miniere della Siberia in qualità di prigioniero politico con l'unico intento di dimostrare l'innocenza del futuro suocero.
Nel finale il vero assassino, l'albergatore tedesco Kroff, in punto di morte per una congestione polmonare, si confessa con un pope e rivela di aver fatto in modo che le prove si accumulassero contro il professore.

## Illustrazioni del romanzo

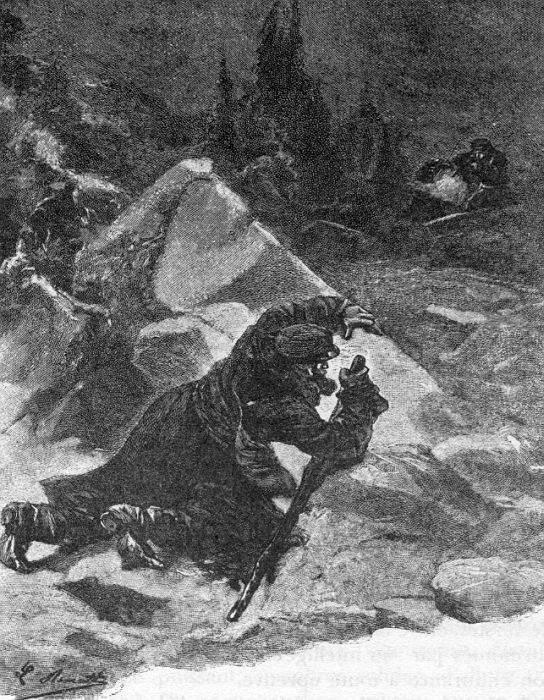
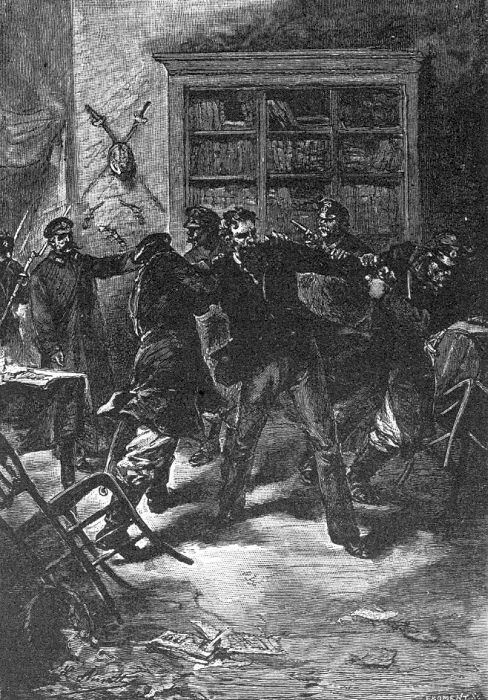
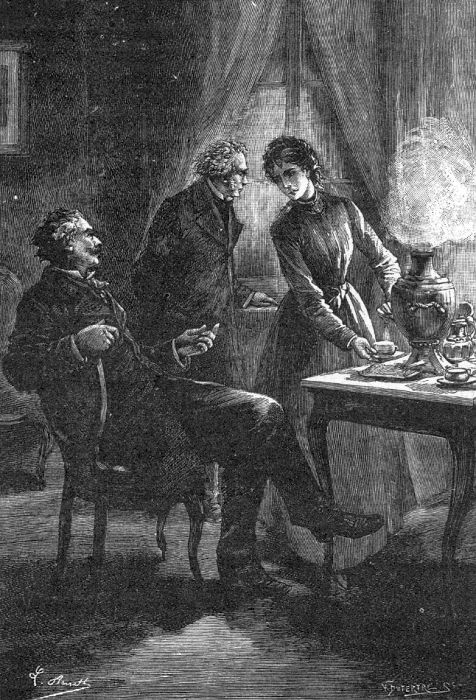
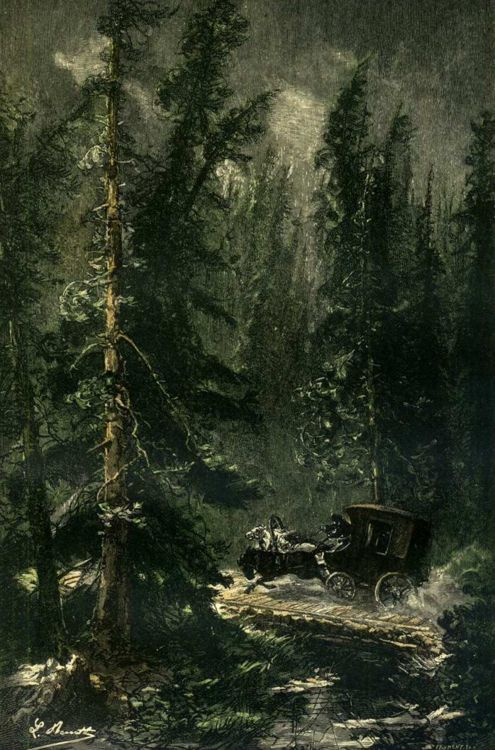
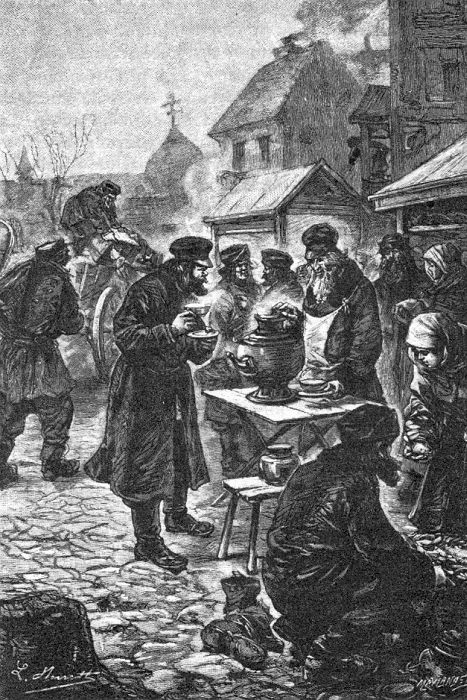
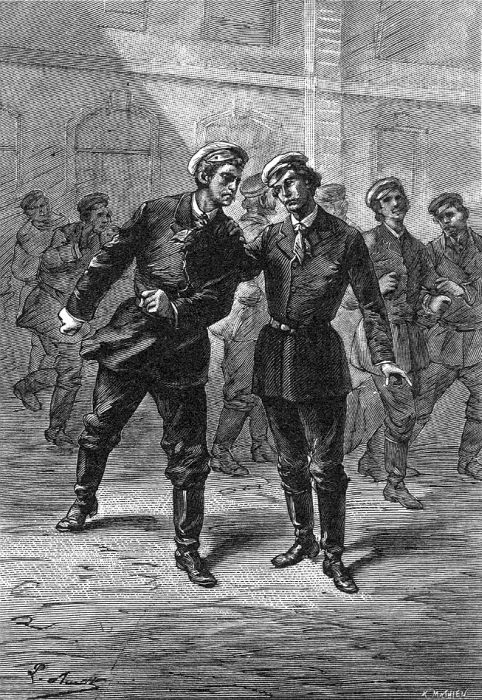